# ترمس فلسطيني
الترمس الفلسطيني أو فول بري (باللاتينية: Lupinus palaestinus) نوع نباتي يتبع جنس الترمس من الفصيلة البقولية المعروفة بقدرتها على تثبيت النيتروجين الجوي من خلال بكتيريا المستجذرة.

## الموئل والانتشار
موطنه بلاد الشام وسيناء.